# Ferdinand Molzer der Jüngere

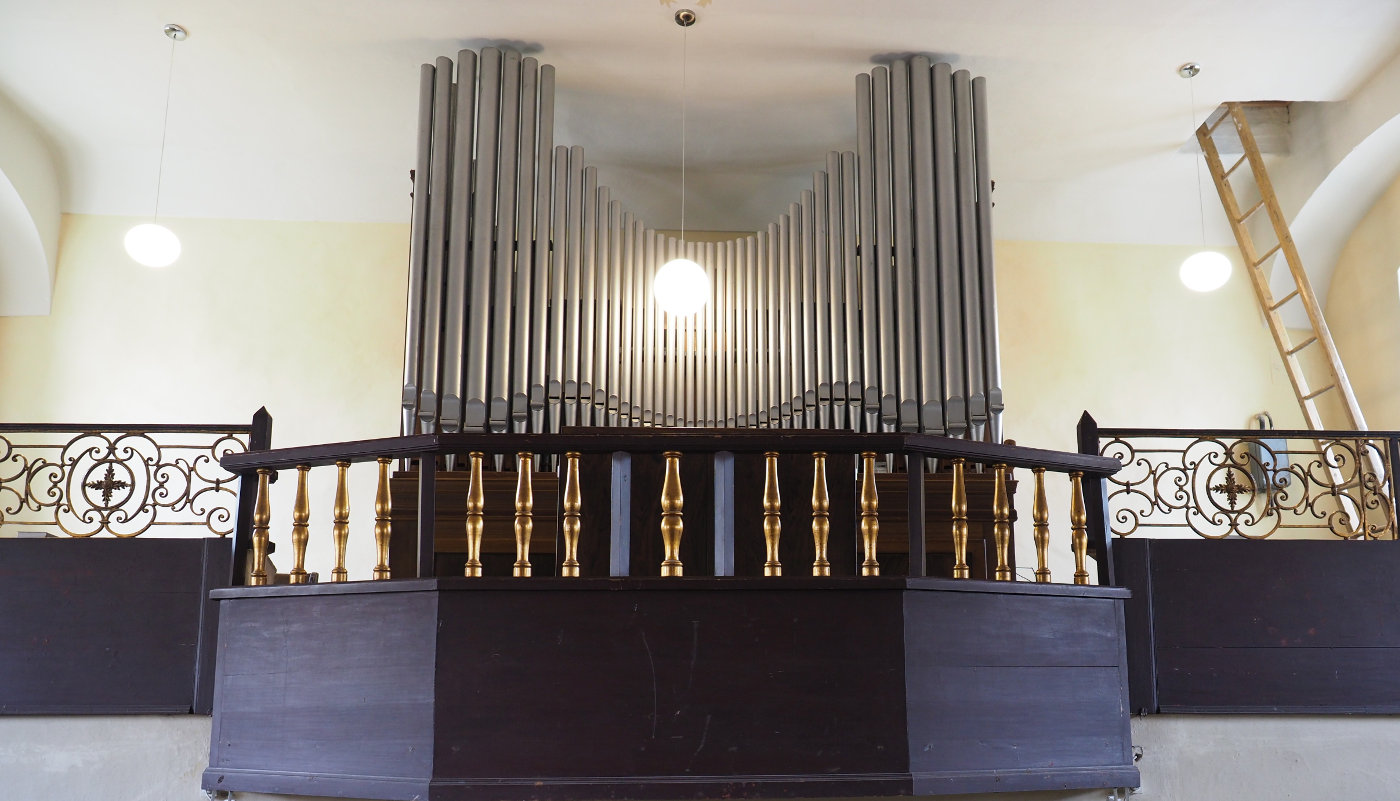
Orgel der Pfarrkirche Bubach (1933)

Ferdinand Molzer der Jüngere (* 1. Juli 1886 in Wien; † 22. September 1970 ebendort) war ein österreichischer Drehorgelbauer und Orgelbauer.

## Leben
Ferdinand Molzer war der Sohn von Ferdinand Molzer dem Älteren (1856–1928), welcher Drehorgelbauer war. Er lernte beim Orgelbauer Franz Josef Swoboda in Wien. Von 1910 bis 1914 leitete er die Klavierfabrik Hofmann & Czerny. Später übernahm er die Werkstatt seines Vaters, welche bis 1961 weitergeführt wurde.
Von 1938 bis 1946 war er Professor für Orgelbau an der Wiener Musikakademie. Weiters wirkte er lange Zeit als Innungsmeister und Vorsitzender der Meisterprüfungskommission in Wien.

## Werke
Drehorgel
- Ponykarussell im Wiener Prater, 2004 noch erhalten.

Kirchenorgeln
| Jahr | Ort                          | Gebäude                      | Bild | Manuale | Register | Bemerkungen |
| ---- | ---------------------------- | ---------------------------- | ---- | ------- | -------- | --- |
| 1929 | Gumpoldskirchen              | Pfarrkirche Gumpoldskirchen  |      | II/P    | 14       | nicht erhalten, seit 1989 Orgel von Helmut Allgäuer im Gehäuse von Josef Loyp aus 1837                                          |
| 1930 | Leitzersdorf                 | Pfarrkirche Kleinwilfersdorf |      | I/P     | 8        | [ 1 ] |
| 1933 | Buchbach bei Waidhofen/Thaya | Pfarrkirche Buchbach         |      | II/P    | 12       | [ 1 ] |
| 1934 | Raasdorf                     | Pfarrkirche Raasdorf         |      | II/P    |          | [ 1 ] [ 2 ] |
| 1934 | Waltersdorf an der March     | Filialkirche St. Michael     |      | I/P     | 6        | [ 3 ] |
| 1935 | Senning                      | Pfarrkirche Senning          |      | II/P    | 14       | [ 1 ] [ 4 ] |
| 1935 | Maria Lanzendorf             | Wallfahrtskirche             |      | II/P    | 26       | |
| 1936 | Pettendorf                   | Filialkirche Pettendorf      |      | I/P     | 6        | [ 1 ] [ 5 ] |
| 1937 | Poysdorf                     | Pfarrkirche Poysdorf         |      | III/P   | 37       | Okenfus-Orgel mit Freipfeifenprospekt-Erweiterungen von Ferdinand Molzer vor dem Rückbau durch Ferdinand Salomon nicht erhalten |
| 1937 | Gaubitsch                    | Pfarrkirche Gaubitsch        |      | I/P     | 8        | nicht erhalten |
| 1943 | Rossau (Wien)                | Servitenkirche (Wien)        |      | II/P    | 28       | nicht erhalten, Orgel seit 1981 von Gerhard Hradetzky                                                                           |
| 1943 | Floridsdorf                  | Pfarrkirche Floridsdorf      |      | III/P   | 39       | |
| 1949 | Wien                         | Wiener Prater                |      |         |          | Ponykarussell im Wiener Prater                                                                                                  |
| 1951 | Patzmannsdorf                | Pfarrkirche Patzmannsdorf    |      | II/P    | 16       | seit 1975 außer Betrieb wegen undichter Windladen als Heizungsschaden                                                           |
| 1952 | Zwettl                       | Stift Zwettl                 |      | III/P   | 52       | 1983 abgebaut und eingelagert                                                                                                   |
| 1953 | Langenzersdorf               | Pfarrkirche Langenzersdorf   |      | I/P     | 11       | [ 1 ] [ 8 ] |
| 1954 | Wien                         | Wiener Staatsoper            |      | II/P    | 33       | [ 9 ] |
| 1954 | Forchtenstein                | Pfarrkirche Forchtenstein    |      | I/P     | 8        | [ 10 ] |
| 1957 | Pulkau                       | Filialkirche Pulkau          |      | II/P    | 13       | [ 1 ] [ 11 ] |
| 1959 | Innere Stadt (Wien)          | Schottenstift                |      | III/P   | 52       | nicht erhalten |